# Célula epitelial reticular

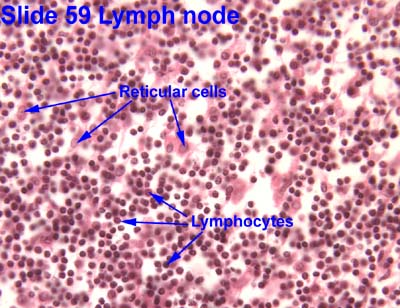
El tejido reticular sostiene el estroma de los órganos del cuerpo

Las células epiteliales reticulares  (o células epitelioreticulares) son parte de la estructura cortical y medular del timo. Sin embargo, histológicamente, son más fácilmente identificadas en la médula. Las mismas poseen gránulos secretorios que se piensa, contienen las hormonas tímicas.
Existen seis tipos distintos: Los tipos 1-3 se encuentran en la corteza, y los tipos 4-6 en la médula. 
Funcionalmente, son las principales involucradas en asegurar que ninguna célula T sobreviva si es que ataca a las propias células, proceso denominado: selección negativa del cuerpo. Función que cumplen mediante la expresión de una gran proporción del genoma, expresando entonces la mayor cantidad posible de proteínas (propias o auto-proteínas) que le permite su membrana celular. A medida que los linfocitos T migran desde la corteza del timo hacia la médula, se ponen en contacto con varias células epitelioreticulares, y si los mismos reconocen las proteínas propias de las últimas como patógenas, entonces, la célula epitelial destruye al linfocito T. 